# Medaille für treue Dienste in der Zollverwaltung der Deutschen Demokratischen Republik
Die Medaille für treue Dienste in der Zollverwaltung der Deutschen Demokratischen Republik war eine staatliche Auszeichnung  der Deutschen Demokratischen Republik (DDR), welche in Form einer tragbaren Medaille verliehen wurde.

## Geschichte
Die Medaille wurde am 12. Mai 1967 in sechs Stufen gestiftet. Ihre Verleihung erfolgte an alle Mitarbeiter der Zollverwaltung bei Erreichen einer festgelegten ununterbrochenen Dienstzeit, wenn diese ehrlich, gewissenhaft und treu ausgeführt worden war. Diese Dienstzeit gliederte sich wie folgt:
- 30 Jahre vergoldet (VI. Stufe)
- 25 Jahre vergoldet (V. Stufe)
- 20 Jahre vergoldet (IV. Stufe)
- 15 Jahre vergoldet (III. Stufe)
- 10 Jahre versilbert (II. Stufe)
- 5 Jahre in Bronze (I. Stufe)

## Aussehen und Tragweise

### Stufen IV bis VI
Die vergoldete Medaille mit einem Durchmesser von 31,5 mm zeigt auf ihrem Avers mittig leicht nach links versetzt einen Merkurstab und rechts davon auf gleicher versetzt die zurückgelegten Dienstjahre 30 / Jahre, 25 / Jahrev oder 20 / Jahre. Umschlossen wird diese Symbolik von der Umschrift: FÜR TREUE DIENSTE IN DER ZOLLVERWALTUNG DER DDR, die etwa 3/4 des Kreises ausmachen. Der Rest des Kreises wird von einem Lorbeerzweig geschlossen, der links ausgehend gebogen nach oben verläuft. Das Revers der Medaille zeigt dagegen mittig das Staatswappen der DDR. Getragen wurde die Medaille an einer 24 mm breiten grünen pentagonalen Spange von dessen Rand aus jeweils beidseitig ein 1 mm breiter senkrecht goldener Mittelstreifen eingewebt ist, der 2 mm vom Saum entfernt ist, an der linken oberen Brustseite. Zusätzlich sind bei der 30-jährigen Dienstzeit auf dem Bande drei kleine vergoldete Eichenblätter parallel zum Saum aufgelegt, für 25 Jahre zwei Eichenblätter und für 20 Jahre ein Blatt. Die Interimsspange ist von gleicher Beschaffenheit.

### Stufen I bis III
Die bronzene, versilberte oder vergoldete Medaille mit einem Durchmesser von 31,5 mm zeigt auf ihrem Avers mittig nur einen Merkurstab umgeben von der Umschrift: MEDAILLE FÜR TREUE DIENSTE IN DER ZOLLVERWALTUNG DER DDR. Das Revers der Medaille zeigt dagegen mittig das Staatswappen der DDR. Getragen wurde die Medaille an einer 24 mm breiten grünen pentagonalen Spange, in dessen Mitte ein senkrecht verlaufender 4,5 mm breiter Mittelstreifen eingewebt ist, der bei der Goldstufe für 15 Dienstjahre golden, für 10 Dienstjahre silberweiß und für 5 Dienstjahre rot ist, an der linken oberen Brustseite.